# Lijst van beelden in Montfoort
Dit is een (onvolledige) chronologische lijst van beelden in Montfoort. Onder een beeld wordt hier verstaan elk driedimensionaal kunstwerk in de openbare ruimte van de Nederlandse gemeente Montfoort, waarbij beeld wordt gebruikt als verzamelbegrip voor sculpturen, standbeelden, installaties, gedenktekens en overige beeldhouwwerken.
Voor een volledig overzicht van de beschikbare afbeeldingen zie: Beelden in Montfoort op Wikimedia Commons.

## Achthoven
| Geplaatst | Omschrijving         | Kunstenaar | Straat | Plaats    | Materiaal | Afbeelding |
| --------- | -------------------- | ---------- | ------ | --------- | --------- | ---------- |
| -         | Mariakapel Achthoven | -          | N228   | Achthoven | Keramiek  |            |

## Linschoten
| Geplaatst | Omschrijving                       | Kunstenaar          | Straat                                                                                   | Plaats     | Materiaal                          | Afbeelding |
| --------- | ---------------------------------- | ------------------- | ---------------------------------------------------------------------------------------- | ---------- | ---------------------------------- | ---------- |
| 1949      | Berghoef bank                      | -                   | Nieuwe Zandweg                                                                           | Linschoten | Baksteen en hout                   |            |
| -         | Herdenkingsmonument Teunis de Jong | -                   | Linschoten                                                                               | Hoge Werf  | Natuursteen en metaal              |            |
| 1970      | Twee zwanen                        | Ben Aalbers         | Laan van Rapijnen 26 Prins Clausschool Momenteel (2011) niet meer aanwezig op deze plek. | Linschoten | Staal                              |            |
| 1979      | Kind met hond                      | Taeke Friso de Jong | Hoge Werf                                                                                | Linschoten | Brons                              |            |
| 1997      | Slapende reus                      | Margriet Barends    | Vijzelplantsoen                                                                          | Linschoten | Brons, aarde en glijbaan van staal |            |
| 1997      | Kikker                             | Joop Phielix        | Vijzelplantsoen                                                                          | Linschoten | Brons                              |            |
| 1999      | De Wadende Vrouw                   | Margriet Barends    | Dorpsstraat                                                                              | Linschoten | Brons                              |            |
| -         | Vader met kind aan de hand         | Jan Vermaat         | Laan van Rapijnen 26 Prins Clausschool Momenteel (2011) niet meer aanwezig op deze plek. | Linschoten | Brons                              |            |

## Montfoort
| Geplaatst | Omschrijving          | Kunstenaar        | Straat                                            | Plaats    | Materiaal            | Afbeelding |
| --------- | --------------------- | ----------------- | ------------------------------------------------- | --------- | -------------------- | ---------- |
| 1965      | Gevelreliëf Montfoort | Joop Puntman      | Hoogstraat                                        | Montfoort | Keramiek             |            |
| 1977      | Twee dansende meisjes | Gabriël Sterk     | G. van Damstraat 83a RKBS Howiblo                 | Montfoort | Brons                |            |
| 1977      | Paardje               | Gabriël Sterk     | G. van Damstraat 83c PCBS Graaf Jan van Montfoort | Montfoort | Brons                |            |
| 1991      | De handreiking        | Margriet Barends  | Kasteelplein                                      | Montfoort | Brons                |            |
| 1994      | De Handdruk           | Corry Ammerlaan   | Hoogstraat                                        | Montfoort | Brons                |            |
| 1995      | Holbewoners           | Theo Germann      | IJsselkade                                        | Montfoort | Natuursteen en brons |            |
| 1995      | Niels Holgersson      | Peter van Aarnhem | Anne Franklaan / Hannie Schaftstraat              | Montfoort | Brons                |            |
| -         | Gevelreliëf           | onbekend          | Anne Franklaan 16 Brandweerkazerne                | Montfoort | Keramiek             |            |
| 2000      | Montfoort             | Hans Kuyper       | Wederiksingel                                     | Montfoort | -                    |            |
| -         | -                     | -                 | Doeldijk, Wellantcollege                          | Montfoort | Staal                |            |
| -         | -                     | -                 | Godfried van Rhenenlaan 55                        | Montfoort | Staal                |            |

## Willeskop
| Geplaatst | Omschrijving       | Kunstenaar    | Straat | Plaats    | Materiaal | Afbeelding |
| --------- | ------------------ | ------------- | ------ | --------- | --------- | ---------- |
| 1989      | Willeskopper stier | Toon Grassens | N228   | Montfoort | Brons     |            |